# Yashmakia veneris
Yashmakia veneris là một loài bướm đêm trong họ Geometridae.